# Luke Harper & Erick Rowan
Harper & Rowan è stato una tag team di wrestling attivo nella WWE in tre diversi periodi, formata da Luke Harper ed Erick Rowan.
I due hanno detenuto una volta lo SmackDown Tag Team Championship e una volta l'NXT Tag Team Championship.
Tra il 2012 e il 2014 e, di nuovo, tra il 2015 e il 2016 hanno fatto parte della stable nota come Wyatt Family insieme a Bray Wyatt e a Braun Strowman.

## Storia

### WWE (2012–2018)

#### NXT(2012–2013)
Erick Rowan firmò con la WWE nel febbraio del 2011 e Luke Harper nel marzo del 2012 e i due vennero mandati nella federazione satellite della WWE, la Florida Championship Wrestling (FCW). In seguito allo smantellamento della FCW e alla nascita di NXT, il nuovo territorio di sviluppo della WWE, Harper e Rowan debuttarono come adepti del misterioso Bray Wyatt nella stable nota come Wyatt Family. Nel gennaio del 2013 Harper e Rowan parteciparono ad un torneo per l'assegnazione dei nuovi titoli di coppia dello show, l'NXT Tag Team Championship, e in tale torneo eliminarono al primo turno Yoshi Tatsu e Percy Watson, mentre in semifinale sconfissero Bo Dallas e Michael McGillicutty. In finale, però, Harper e Rowan furono sconfitti da Adrian Neville e Oliver Grey, i quali divennero NXT Tag Team Champions. In seguito, la Wyatt Family attaccò Grey, infortunandolo (kayfabe), mentre Bray Wyatt impedì a Bo Dallas di diventare il contendente n°1 all'NXT Championship di Big E Langston per aver rifiutato di entrare nella Wyatt Family. In seguito, Harper e Rowan ottennero un'opportunità titolata per l'NXT Tag Team Championship, e l'8 maggio i due sconfissero Adrian Neville e Bo Dallas (che era in sostituzione dell'infortunato Oliver Grey), conquistando così l'NXT Tag Team Championship per la prima volta. Harper e Rowan, però, persero i titoli nella puntata di NXT del 17 luglio a favore di Adrian Neville e Corey Graves.

#### Main roster (2013–2014)
Dalla puntata di Raw del 27 maggio 2013 sono state mandate in onda delle vignette sul debutto della Wyatt Family. Tale debutto è avvenuto nella puntata di Raw dell'8 luglio quando la Family ha attaccato Kane. Il debutto sul ring di Harper e Rowan è avvenuto invece nella puntata di SmackDown del 26 luglio quando i due hanno sconfitto i Tons of Funk (Brodus Clay e Tensai). Dopo una lunga serie di vittorie, Harper e Rowan furono sconfitti da Cody Rhodes e Goldust nella puntata di SmackDown dell'11 ottobre. All'inizio del 2014 Harper e Rowan entrarono in faida con lo Shield (Dean Ambrose, Roman Reigns e Seth Rollins), supportando anche il loro leader Bray Wyatt nella sua faida contro John Cena. Mentre Wyatt confrontava Cena, Harper e Rowan affrontarono gli Usos (Jimmy e Jey Uso) per il WWE Tag Team Championship ma furono sconfitti prima a Money in the Bank e poi a Battleground.

#### Separazione (2014–2015)

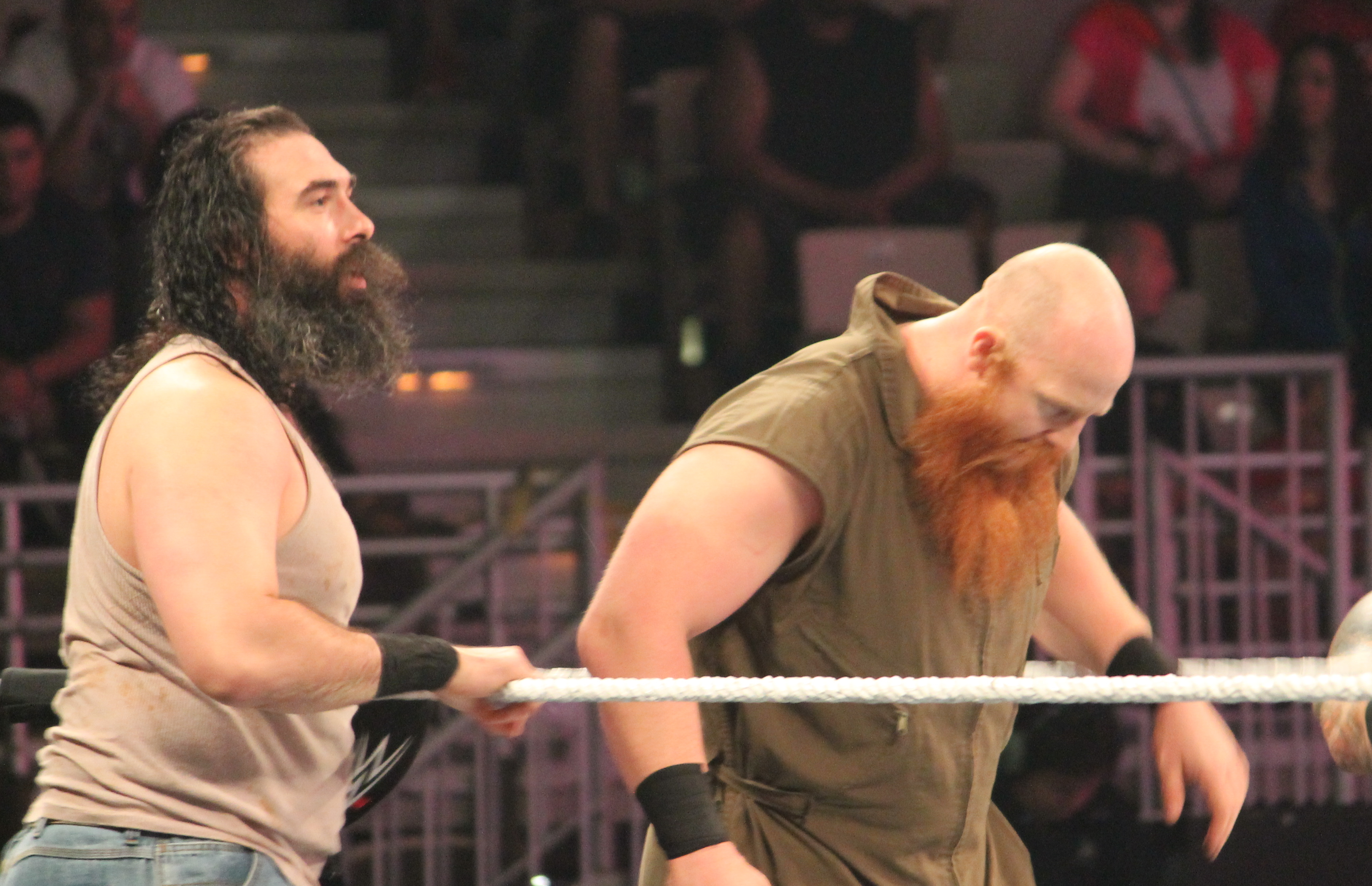
Harper (sinistra) e Rowan (destra) nel settembre del 2014

Nel settembre del 2014, Wyatt annunciò di aver lasciato "liberi" i suoi discepoli Harper e Rowan. In questo modo le strade dei tre si divisero, con Rowan che tornò come face il 31 ottobre, mentre Harper rimase heel e si schierò dalla parte dell'Authority. Nella puntata di Raw del 17 novembre Rowan si unì al team di John Cena per Survivor Series, mentre Harper al team dell'Authority. Durante questo match a Survivor Series, Harper eliminò Rowan (grazie anche all'aiuto di Seth Rollins). Nella puntata di Raw dell'8 dicembre Rowan sconfisse Harper per squalifica. Nella puntata di Raw del 5 gennaio 2015 l'Authority punì Rowan facendogli affrontare Harper, con quest'ultimo che vinse la contesa grazie all'intervento della J&J Security (Jamie Noble e Joey Mercury), i quali erano gli arbitri speciali dell'incontro. Nella puntata di SmackDown del 22 gennaio Harper sconfisse Rowan in un match di qualificazione al Royal Rumble match dell'omonimo pay-per-view. Ciononostante, Rowan partecipò ugualmente alla Royal Rumble prendendo il posto con la forza a Curtis Axel, e per un momento ci fu una breve riunione della Wyatt Family durante l'incontro, prima che i tre uomini cominciassero a combattere tra di loro.

#### Reunion della Wyatt Family (2015–2016)

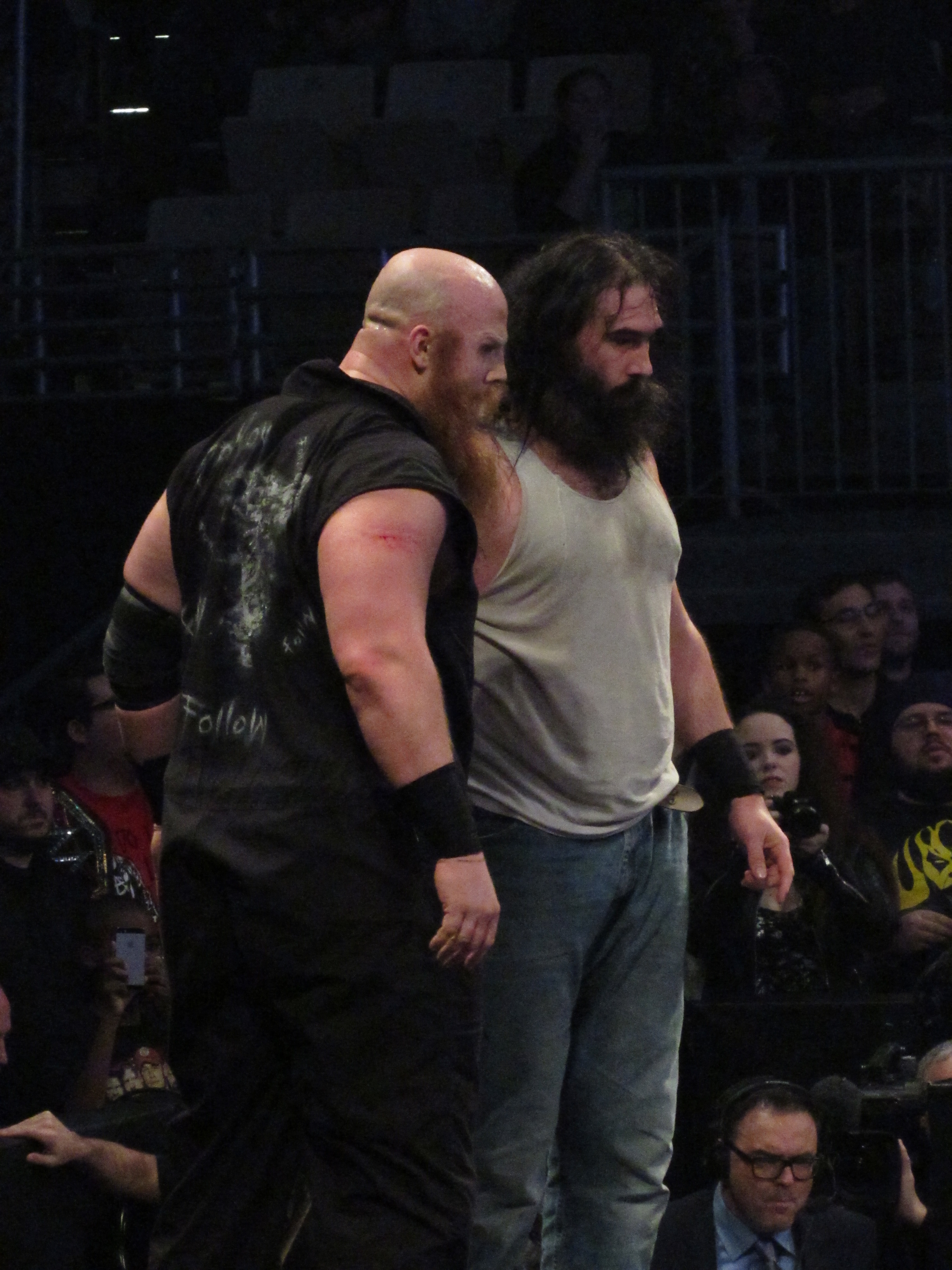
Harper (destra) e Rowan (sinistra) nel gennaio del 2016

Nella puntata di SmackDown del 7 maggio 2015 Luke Harper ha sconfitto Fandango e, poco dopo, è stato raggiunto sul ring da Erick Rowan, il quale ha colpito a sua volta Fandango, segnando la reunion dei due ex-membri della Wyatt Family. Nella puntata di Raw dell'11 maggio Harper, accompagnato da Rowan, ha sconfitto nuovamente Fandango. Nella puntata di Raw del 18 maggio Harper e Rowan sconfissero Fandango e Zack Ryder. Nella puntata di Superstars del 5 giugno Harper e Rowan sconfissero i Los Matadores (Diego e Fernando). Lo stesso accadde nuovamente la settimana dopo, a Raw. In seguito, Rowan subì un infortunio al bicipite che lo tenne fuori per sei mesi, lasciando Harper da solo nella competizione singola. Nella puntata di Raw del 19 ottobre, dopo mesi di inattività, Rowan tornò al fianco di Harper, Bray Wyatt e del nuovo arrivo Braun Strowman, riformando ufficialmente la Wyatt Family. In quel periodo la Family affrontò diversi team come i Brothers of Destruction (Kane e The Undertaker) i quali sconfissero Harper e Wyatt a Survivor Series e i Dudley Boyz (Bubba Ray e D-Von Dudley), Rhyno e Tommy Dreamer (che vennero sconfitti dalla Family a TLC: Tables, Ladders & Chairs). Nel marzo del 2016 Harper ha subìto un infortunio che lo ha costretto ad uno stop durato circa sette mesi.

#### Seconda separazione (2016–2017)
Con la brand extension del 19 luglio 2016 Bray Wyatt ed Erick Rowan sono stati trasferiti nel roster di SmackDown, mentre Braun Strowman è finito a Raw, sancendo di fatto la fine della Wyatt Family. A SmackDown Wyatt e Rowan hanno continuato a fare squadra fino all'infortunio di quest'ultimo. Il 9 ottobre, a No Mercy, Luke Harper ha fatto il suo ritorno aiutando Wyatt a sconfiggere Randy Orton. Durante l'assenza di Rowan, Harper è stato escluso dal gruppo ed ha effettuato un turn face. Nella puntata di SmackDown del 4 aprile 2017 Rowan è ritornato dall'infortunio al fianco di Wyatt, attaccando Randy Orton. Con lo Shake-up del 2017 Wyatt è passato nel roster di Raw, mentre Harper e Rowan sono rimasti a SmackDown, dove hanno iniziato una faida. Nella puntata di SmackDown del 9 maggio Rowan ha sconfitto Harper grazie ad una scorrettezza, ma nel rematch di Backlash è stato Harper ad uscire vincitore. Il 4 luglio hanno entrambi partecipato ad una 15-Men Battle Royal valida per determinare il primo sfidante al United States Championship, ma i due si sono eliminati a vicenda e alla fine a vincere è stato AJ Styles. In seguito i due non sono apparsi negli show televisivi della WWE per alcuni mesi.

#### Bludgeon Brothers (2017–2018)

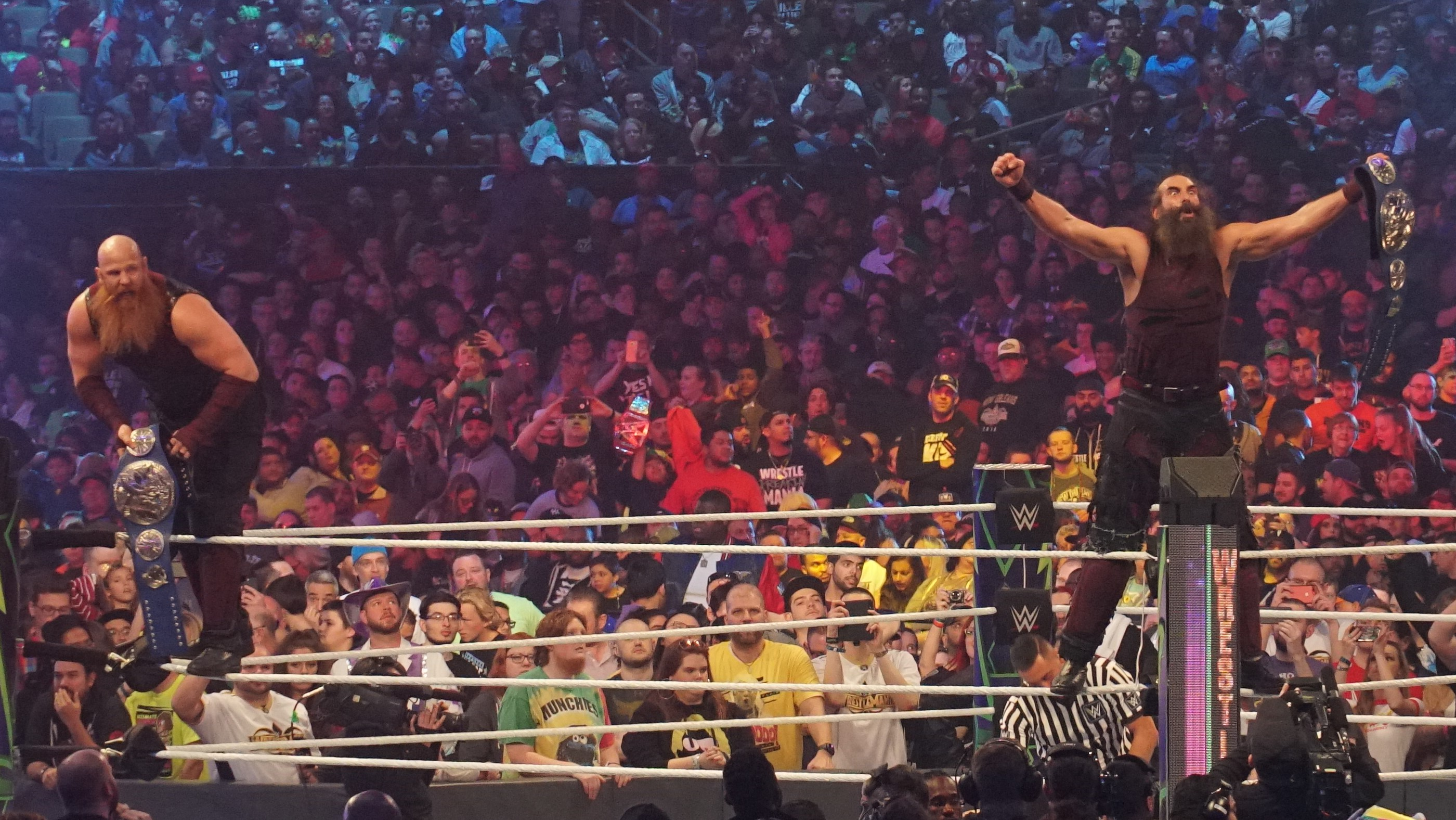
Harper (destra) e Rowan (sinistra) con lo SmackDown Tag Team Championship nell'aprile del 2018

Nella puntata di SmackDown del 10 ottobre 2017 sono state mandate in onda delle vignette di Harper ed Rowan (ora chiamati soltanto con i cognomi) dove i due hanno annunciato di essere ritornati in coppia e di farsi chiamare The Bludgeon Brothers. Hanno fatto il loro ritorno nella puntata di SmackDown del 21 novembre, sconfiggendo gli Hype Bros (Mojo Rawley e Zack Ryder); la settimana successiva li hanno sconfitti nuovamente. Durante il mese di dicembre hanno sconfitto facilmente alcuni tag-team formati da jobber locali. Il 17 dicembre, a Clash of Champions, hanno sconfitto in poco tempo i Breezango (Tyler Breeze e Fandango). Nella puntata di SmackDown del 26 dicembre i Bludgeon Brothers hanno sconfitto i Breezango per squalifica a causa dell'intervento degli Ascension (Konnor e Viktor). Nella puntata di SmackDown del 9 gennaio 2018 i Bludgeon Brothers hanno sconfitto gli Ascension. Nella puntata di SmackDown del 30 gennaio i Bludgeon Brothers hanno sconfitto senza problemi i jobber Chris Wylde e Rory Gulak. Nella puntata di SmackDown del 6 febbraio hanno sconfitto facilmente i jobber Kenny Alfonso e Mat Fitchett. Nella puntata di SmackDown del 20 febbraio i Bludgeon Brothers hanno sconfitto in pochissimo tempo i jobber Eduardo Especial e Norval Rogers.
L'11 marzo, a Fastlane, sono intervenuti durante l'incontro tra gli Usos (Jey Uso e Jimmy Uso) e Kofi Kingston e Xavier Woods del New Day valevole per lo SmackDown Tag Team Championship (detenuto dagli Usos) attaccando entrambi i team e facendo terminare la contesa in un no-contest. Nella puntata di SmackDown del 13 marzo hanno sconfitto la coppia formata da Big E (altro membro del New Day) e Jimmy Uso. Nella puntata di SmackDown del 27 marzo hanno sconfitto Big E e Xavier Woods del New Day per squalifica a causa dell'intervento degli Usos. L'8 aprile, a WrestleMania 34, i Bludgeon Brothers hanno vinto lo SmackDown Tag Team Championship sconfiggendo i campioni, gli Usos, e Big E e Kofi Kingston del New Day in un Triple Threat Tag Team match. Il 27 aprile, a Greatest Royal Rumble, hanno difeso con successo i titoli contro gli Usos. Il 17 giugno, nel Kick-off di Money in the Bank, hanno difeso con successo i titoli contro Luke Gallows e Karl Anderson. Nella puntata di SmackDown del 19 giugno hanno difeso nuovamente con successo i titoli contro Luke Gallows e Karl Anderson. Nella puntata di SmackDown del 10 luglio i Bludgeon Brothers e i SAnitY (Alexander Wolfe, Eric Young e Killian Dain) sono stati sconfitti dal Team Hell No (Daniel Bryan e Kane) e il New Day. Il 15 luglio, a Extreme Rules, hanno difeso con successo i titoli contro il Team Hell No. Il 19 agosto, a SummerSlam, i Bludgeon Brothers hanno affrontato Big E e Xavier Woods del New Day per difendere i titoli ma sono stati sconfitti per squalifica (e senza dunque il cambio di titolo). Nella puntata di SmackDown del 21 agosto hanno perso i titoli contro Kofi Kingston e Xavier Woods del New Day in un No Disqualification match dopo 135 giorni di regno. In seguito, Rowan si è infortunato al braccio e Harper al polso, segnando di fatto la terza separazione del duo.
Harper e Rowan si sono riuniti brevemente quando il primo ha aiutato il secondo a sconfiggere Roman Reigns il 15 settembre 2019 a Clash of Champions. Successivamente, il 6 ottobre a Hell in a Cell, sono stati sconfitti da Daniel Bryan e Roman Reigns in un Tornado Tag Team match. Dopo quest'ultima apparizione, i due si sono separati nuovamente, dato che Rowan è passato a Raw per effetto del Draft dell'11 ottobre 2019, mentre Harper è rimasto a SmackDown, venendo poi licenziato dalla WWE l'8 dicembre, segnando la fine definitiva dell'alleanza con Erick Rowan.

## Nel wrestling

### Mosse finali in coppia
- Come The Bludgeon Brothers
  - Double crucifix powerbomb
- Come Harper & Rowan
  - Body avalanche (Rowan) seguita da una Discus clothesline (Harper) in combinazione
  - Discus clothesline (Harper) seguita da un Running splash (Rowan) in combinazione
  - Superkick (Harper) seguito da una Full nelson slam (Rowan) in combinazione
  - The Way (Flapjack di Rowan seguito da un cutter di Harper in combinazione) – 2015
  - Double chokeslam – 2015–2016

### Mosse finali dei singoli wrestler
- Luke Harper
  - Discus clothesline
- Erick Rowan
  - Full nelson slam

### Musiche d'ingresso
- Live in Fear di Mark Crozer[1][2] (NXT; 7 novembre 2012–21 marzo 2016; usata come membri della Wyatt Family)
- He's Got the Whole World in His Hands di Jim Johnston (23 giugno 2014–29 giugno 2014)
- Swamp Gas di Jim Johnston (NXT; 29 giugno 2014–29 settembre 2014; 11 maggio 2015–21 marzo 2016)
- Brotherhood dei CFO$ (21 novembre 2017–21 agosto 2018)

## Titoli e riconoscimenti
- WWE
  - NXT Tag Team Championship (1)
  - WWE SmackDown Tag Team Championship (1)
- Wrestling Observer Newsletter
  - Best Gimmick (2013) The Wyatt Family